# Ernst Gaugler
Ernst Gaugler (* 31. Mai 1891 in Olten; † 20. Januar 1963 in Bern) war ein Schweizer christkatholischer Geistlicher und Theologe. Er hatte von 1924 bis 1960 den Lehrstuhl für Neutestamentliche Wissenschaft, Homiletik und Katechetik an der Christkatholisch-theologischen Fakultät der Universität Bern inne.

## Leben
Ernst Gaugler war der Sohn des Lehrers Albert Gaugler und dessen Ehefrau Bertha geb. Fürst. Nach seinem Theologiestudium 1911–1915 in Bern, Berlin und Marburg empfing er 1915 die Priesterweihe. Er war zunächst Vikar in Luzern und von 1916 bis 1924 Pfarrer der christkatholischen Gemeinde Wegenstetten-Hellikon-Zuzgen. Von 1924 bis zu seiner Emeritierung 1960 war er Professor an der Christkatholisch-theologischen Fakultät der Universität Bern.
Ernst Gaugler war verheiratet mit Cécile Lauterburg, der Tochter des Berner reformierten Theologieprofessors Moritz Lauterburg.

## Leistungen
Ein besonderes Merkmal von Gauglers historisch-kritischer Exegese, die in der Auseinandersetzung mit Ökumene, Patristik und jüdischer Theologie entstand, ist ihre spirituelle Dimension, da Gaugler auch Anstösse aus dem schwäbischen Pietismus und der russischen Religionsphilosophie (u. a. Berdjajew) in seine Exegese integrierte. Zahlreiche Veröffentlichungen – viele davon in der Internationalen Kirchlichen Zeitschrift – stammen aus seiner Feder, darunter ein zweibändiger Kommentar zum Römerbrief.

## Werke (Auswahl)
- Die Verwandlung des Menschen bei Paulus. Bern: Buchhandlung der Evangelischen Gesellschaft 1930.
- Kommentar zum Römerbrief in zwei Bänden:
  - Der Brief an die Römer I. Zürich: Zwingli-Verlag 1945.
  - Der Brief an die Römer II. Zürich: Zwingli-Verlag 1952.
- Die Johannesbriefe. Zürich: EVZ-Verlag 1964.
- Der Epheserbrief. Zürich: EVZ-Verlag 1966.